# Ilha Solteira (flygplats)
Ilha Solteira är en flygplats i Brasilien.   Den ligger i kommunen Aparecida do Taboado och delstaten Mato Grosso do Sul, i den södra delen av landet, 600 km sydväst om huvudstaden Brasília. Ilha Solteira ligger 323 meter över havet.
Terrängen runt Ilha Solteira är platt. Närmaste större samhälle är Ilha Solteira, 11,1 km söder om Ilha Solteira.
Runt Ilha Solteira är det ganska glesbefolkat, med 50 invånare per kvadratkilometer.